# Live in the City of Light
Albums de Simple Minds
Once Upon a Time
(1985) Street Fighting Years
(1989)
Live in the City of Light est un album live du groupe Simple Minds sorti en 1987. Il a été enregistré au Zénith de Paris les 12 et 13 août 1986 (à l'exception de "Someone, somewhere in summertime enregistré en Australie, au Sydney Entertainment Centre).
L'album est sorti en double 33 tours, avec un livret de 16 photos en couleurs. Le single extrait de ce live est Promised you a miracle.
Le symbole qui figure sur la pochette est une transposition de la bague de Claddagh. Décliné maintes fois dans la suite de leur carrière, le Claddagh reste depuis lors le symbole du groupe.

## Titres de l'album
Disque 1, face A
1. Ghostdancing - 07:22
2. Big Sleep - 04:27
3. Waterfront - 05:21
4. Promised You A Miracle - 04:38

Disque 1, face B
1. Someone Somewhere in Summertime - 05:59
2. Oh Jungleland - 06:35
3. Alive and Kicking - 06:25

Disque 2, face A
1. Don't You (Forget About Me) - 06:37
2. Once Upon A Time - 06:06
3. Book of Brilliant Things - 04:53
4. East at Easter - 04:20

Disque 2, face B
1. Sanctify Yourself - 07:06
2. Love Song - Sun City - Dance to the Music - 07:02
3. New Gold Dream - 05:29